# Vero Beach International Tennis Open
Il Vero Beach International Tennis Open è un torneo professionistico di tennis giocato su campi in terra verde. Fa parte dell'ITF Women's Circuit. Si gioca annualmente a Vero Beach in USA.

## Albo d'oro

### Singolare
| Anno | Campionessa     | Finalista          | Punteggio    |
| ---- | --------------- | ------------------ | ------------ |
| 2014 | Laura Siegemund | Gabriela Dabrowski | 6–3, 7–6(10) |

### Doppio
| Anno | Campionesse                 | Finaliste                    | Punteggio |
| ---- | --------------------------- | ---------------------------- | --------- |
| 2014 | Irina Chromačëva Allie Will | Jacqueline Cako Sanaz Marand | 7–5, 6–3  |